# Koppelungsvorschrift
Als Koppelungsvorschrift bezeichnet man im deutschen Verwaltungsrecht eine Rechtsnorm, die sowohl auf der Tatbestandsseite einen unbestimmten Rechtsbegriff enthält als auch auf der Rechtsfolgenseite Ermessen einräumt. Ein signifikantes Beispiel dafür bietet § 227 Abgabenordnung: Die Finanzbehörden können Ansprüche aus dem Steuerschuldverhältnis ganz oder zum Teil erlassen, wenn deren Einziehung nach Lage des einzelnen Falls unbillig wäre. 
Grundsätzlich sind dabei Tatbestands- und Rechtsfolgenseite jeweils nach den für sie geltenden Regeln zu behandeln. Es kann jedoch zu Wechselwirkungen kommen. Teilweise sind bei der Anwendung des unbestimmten Rechtsbegriffs bereits alle Gesichtspunkte zu berücksichtigen, die auch für die Ermessensausübung relevant wären. In diesem Fall wird das Ermessen aufgezehrt; im Ergebnis liegt dann faktisch eine zwingende Norm vor. Dies hat beispielsweise das Bundesverwaltungsgericht bei § 35 BauGB so gesehen. In anderen Fällen ist umgekehrt der unbestimmte Rechtsbegriff richtigerweise nicht dem Tatbestand zuzuordnen, sondern als Umschreibung von Umfang und Inhalt des Ermessens zu lesen, so dass im Ergebnis allein Ermessen eingeräumt wird.
1. ↑  Hartmut Maurer: Allgemeines Verwaltungsrecht. 11. Aufl. Beck, München 1997, § 7 Rn. 48, ISBN 3-406-42619-0.
2. ↑  BVerwGE 18, 247 (250)
3. ↑  GemSOBG in BVerwGE 39, 355 ff., der sich eingehend mit der Problematik des § 227 Abgabenordnung auseinandersetzt.